# Fiorella Bongini
Fiorella Bongini (Parabiago, 27 maggio 1958) è un'ex cestista italiana.

## Carriera
Gioca nel minibasket della squadra di Parabiago, e viene notata in questo periodo da Dante Gurioli che nel 1974 la tessera con la GEAS di Sesto San Giovanni. Il suo esordio in prima squadra è nella stagione scudettata 1973-74. Rimarrà in formazione fino al 1985, quando cambierà squadra a seguito della crisi finanziaria occorsa alla società sestese. Nel 1988 un grave infortunio l'allontana dallo sport agonistico.
In Nazionale dal 1979, ha partecipato al Campionato europeo femminile di pallacanestro 1983.
È sposata con il cestista e allenatore Roberto Piva.